# João N'Tyamba
João Baptista N'Tyamba, né le 20 mars 1968 à Zimbambi, dans la province de Huila, est un athlète angolais, spécialiste du demi-fond et du fond. Il est le premier athlète masculin à participer à six Jeux olympiques. Il détient plusieurs records nationaux, allant du 800 mètres au marathon.

## Biographie
João N'Tyamba connaît sa première sélection olympique en 1988 à Séoul, sur 800 mètres, où il est éliminé en séries. 
En 1992, il termine quatrième des championnats d'Afrique avec un record d'Angola, dans une course remportée par le Burundais Charles Nkazamyampi. Aux Jeux de Barcelone il participe au 800 ainsi qu'au 1 500 mètres. Sur cette dernière épreuve il dispute aussi les championnats du monde 1991 et les Jeux olympiques de 1996 ; il est à chaque fois éliminé en séries.
À partir de 1997, il se consacre aux courses de fond. Entre 1997 et 2001 il participe à trois éditions des championnats du monde, avec comme meilleur résultat une treizième place en 1999 en 28 min 31 s 09, un record national. Il réussit 28 min 20 s 0 en 2001 à Lubango, mais cette performance n'est pas homologuée.
Entre 2000 et 2008, il court essentiellement sur route, avec trois nouvelles participations aux Jeux. Le 24 août 2008 il dispute ses sixièmes Jeux olympiques, un record, mais il ne termine pas la course.

### Palmarès
| Date | Compétition            | Lieu             | Résultat | Épreuve  | Performance     |
| ---- | ---------------------- | ---------------- | -------- | -------- | --------------- |
| 1992 | Championnats d'Afrique | Belle Vue Maurel | 4e       | 800 m    | 1 min 47 s 54   |
| 1999 | Championnats du monde  | Séville          | 13e      | 10 000 m | 28 min 31 s 09  |
| 2000 | Jeux olympiques        | Sydney           | 17e      | Marathon | 2 h 16 min 43 s |

### Records
| Épreuve  | Performance          | Lieu             | Date              |
| -------- | -------------------- | ---------------- | ----------------- |
| 800 m    | 1 min 47 s 54 (NR)   | Belle Vue Maurel | 27 juin 1992      |
| 1 500 m  | 3 min 39 s 54 (NR)   | Barcelone        | 3 août 1992       |
| 10 000 m | 28 min 20 s 0        | Lubango          | 5 mai 2001        |
| Marathon | 2 h 11 min 40 s (NR) | Berlin           | 30 septembre 2001 |